# آشپزی مالیایی

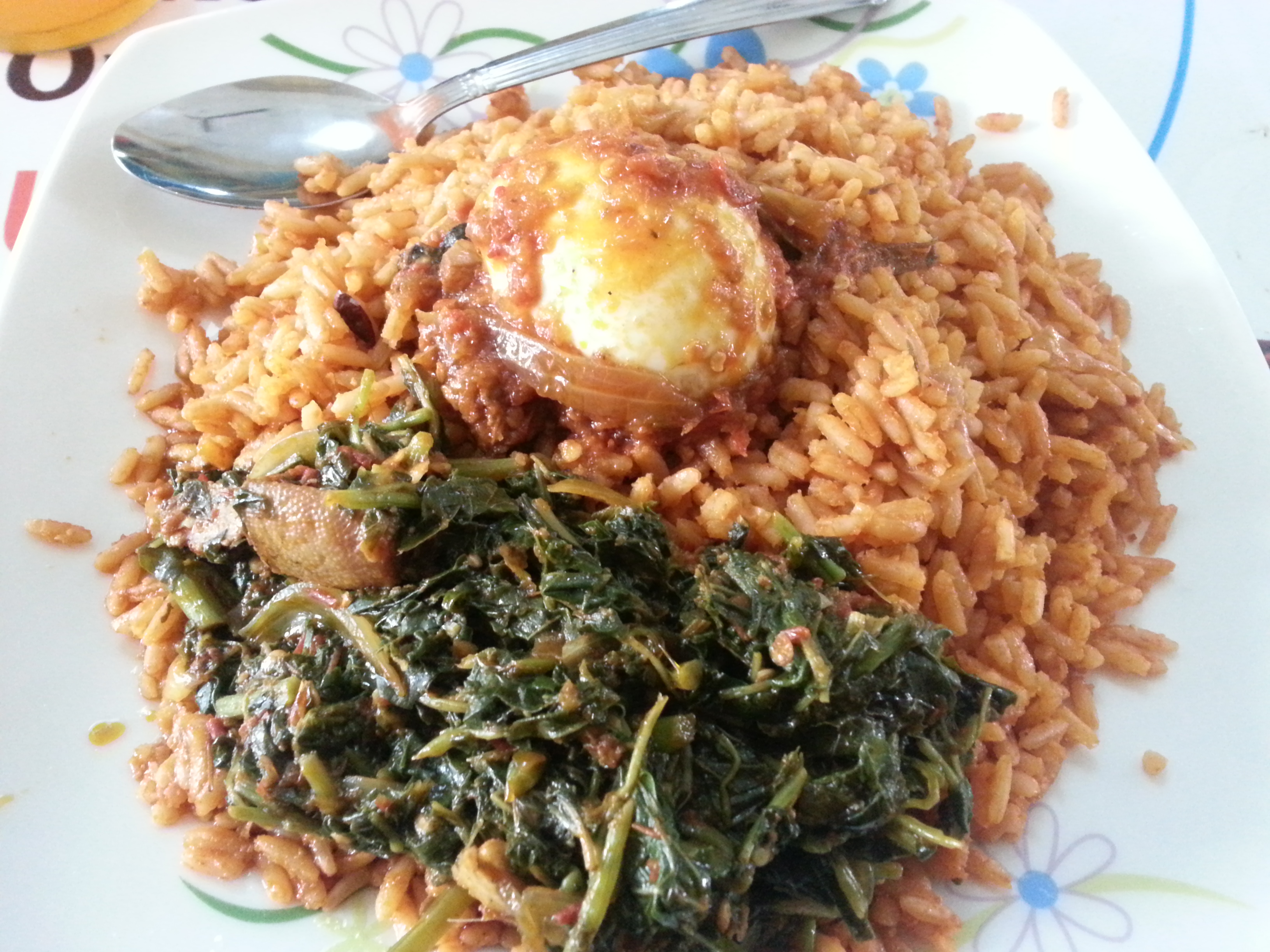
برنج جلاف به همراه سبزیجات و یک عدد تخم مرغ آب‌پز

آشپزی مالیایی (انگلیسی: Malian cuisine) شامل برنج و ارزن به عنوان اقلام مصرفی اساسی در مالی می‌باشد، یک فرهنگ غذایی که به شدت به غلات متکی است. دانه‌ها به‌طور معمول با سس‌هایی که از برگ‌های خوراکی، همچون اسفناج، سیب زمینی شیرین یا درخت نان میمون به همراه سس بادام زمینی گوجه فرنگی درست می‌گردند، آماده می‌شوند. غذاها ممکن است با تکه‌هایی از گوشت کباب شده (به‌طور معمول مرغ، گوسفند، گاو یا بز) همراه باشند.